# Лечебен камшик
Вижте пояснителната страница за други значения на Камшик.
 от сем. Розови (Rosaceae).
Лечебният камшик (Agrimonia eupatoria) е многогодишно тревисто растение с лечебни свойства.

## Лечебно действие и приложение
Основното лечебно свойство на растението е свързано с лечение на възпалителни процеси в гърлото и устната кухина – хроничен фарингит, ангина, ларингит, бронхит, кашлица, афти, гъбични заболявания в устата. Гаргари с чая помагат за възстновяване на гласа. Използва се още за лечение на колит, диария, повръщане. Помага при болест на черния дроб и далака, а още и при жлъчка, тъй като има диуретично действие. Помага при ревматизъм и артрит, за това се използват листата му. Използва се за почистване на рани и успокояване на екземи. Внимание: да не се използва като чай от хора страдащи от запек, поради затягащото му действие.
„Дрогата от камшик регулира функциите на черния дроб и жлъчния мехур, също така има запичащо, потогонно и диуретично действие.